# Joaquim Pedro Carreira

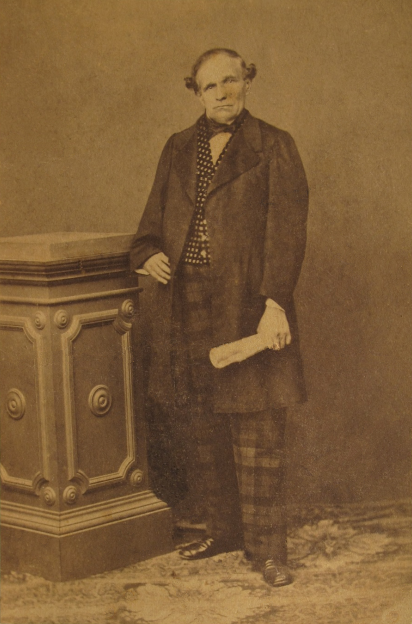
Joaquim Pedro Carreira (Biblioteca-Arquivo do Teatro Nacional de D. Maria II)

Joaquim Pedro Carreira foi um actor português que alcançou grande sucesso na primeira metade do século XIX, em papéis de baixa-cómica. Marcado pelas suas contrariedades físicas (cambaio e aleijado de um braço), nem por isso deixou de ser muito aplaudido e celebrado enquanto actor, "um dos mais legítimos representantes da velha escola dramática portuguesa".
Antes de se estrear no palco no Teatro do Salitre, na década de 1830, era sapateiro com loja na Rua das Portas de Santo Antão. A sua grande peça de combate era o drama O Rachador Escocês; agradou também muito no drama Naufrágio da Fragata Medusa em que desempenhava o papel de comandante da fragata (a quem bem quadrava as deformidades físicas, que passavam pelas gloriosas mutilações dos homens do mar).
Em 1852 passou a ser sócio da empresa do Teatro da Rua dos Condes; a 7 de Maio de 1863, fez lá o seu último benefício, declarando que abandonava a cena por intrigas. Morreu de idade avançada, tendo sido nos últimos anos da sua vida ensaiador do "teatrinho dos doidos" no Hospital de Rilhafoles (desconhece-se se na qualidade de artista ou na de doente), sob orientação do Dr. Guilherme da Silva Abranches.